# سپنج
برنامه سپنجیک برنامه گفتگو محور است از نوع گفتگوی محض که علی درستکار مجری با موضوع گذر از روزمرگی و دعوت به تفکر پس از چند سال ممنوع الکاری در تلویزیون ایران در شبکه نمایش خانگی فیلیمو تولید و به نمایش گذاشته است.
حسین ربانی غریبی تهیه‌کننده این برنامه هست و مهمانان این برنامه از میان اندیشمندان سرشناس علوم مختلف انتخاب شده‌اند و گفتگو پیرامون معنای زندگی انجام می‌شود و این اولین بار است که یک پلتفرم در ایران در ژانر گفتگوی محض به تولید برنامه می‌پردازد.
| ردیف | نام میهمان سپنج        | تخصص                 |
| ---- | ---------------------- | -------------------- |
| ۱    | فاضل نظری              | شاعر                 |
| ۲    | سید مهدی شجاعی         | نویسنده              |
| ۳    | علی نصیریان            | بازیگر               |
| ۴    | ساعد باقری             | شاعر                 |
| ۵    | سید محمد بهشتی         | معمار                |
| ۶    | بیژن عبدالکریمی        | فیلسوف               |
| ۷    | خسرو حکیم رابط         | نمایشنامه نویس       |
| ۸    | رضا منصوری             | فیزیکدان             |
| ۹    | شهیندخت خوارزمی        | روان‌شناس             |
| ۱۰   | سید علی موسوی گرمارودی | شاعر                 |
| ۱۱   | قطب الدین صادقی        | کارگردان تیاتر       |
| ۱۲   | ژاله آموزگار           | زبان‌شناس             |
| ۱۳   | یونس شکرخواه           | ارتباطات             |
| ۱۴   | محمد فاضلی             | جامعه‌شناس            |
| ۱۵   | محسن رنانی             | اقتصاددان            |
| ۱۶   | هوشنگ مرادی کرمانی     | نویسنده              |
| ۱۷   | منوچهر صدوقی سها       | فلسفه و عرفان        |
| ۱۸   | امیرعباس علی زمانی     | فیلسوف               |
| ۱۹   | ناصر مهدوی             | فیلسوف               |
| ۲۰   | حسن عشایری             | عصب - روان‌شناس       |
| ۲۱   | نوش آفرین انصاری       | کتابدار و معلم       |
| ۲۲   | حسن انوری              | ادبیات فارسی         |
| ۲۳   | شیوا دولت‌آبادی         | روان‌شناس             |
| ۲۴   | مصطفی ملکیان           | فیلسوف               |
| ۲۵   | میر جلال الدین کزازی   | پارسی پژوه           |
| ۲۶   | منصوره اتحادیه         | تاریخ پژوه           |
| ۲۷   | مقصود فراستخواه        | جامعه‌شناس            |
| ۲۸   | مهدی گلشنی             | فیزیکدان             |
| ۲۹   | موسی غنی نژاد          | اقتصاددان            |
| ۳۰   | داریوش مؤدبیان         | تئاتر                |
| ۳۱   | مسعود شیروانی          | متخصص مغز و اعصاب    |
| ۳۲   | سهیلا شهشهانی          | انسان‌شناس            |
| ۳۳   | هادی خانیکی            | ارتباطات             |
| ۳۴   | علی منتظری             | اپیدمیولوژیست        |
| ۳۵   | اردشیر قوام زاده       | فوق تخصص خون و سرطان |
| ۳۶   | محسن محبی              | حقوقدان              |
| ۳۷   | شمس السادات زاهدی      | مدیریت               |
| ۳۸   | ناصر فکوهی             | جامعه‌شناس            |

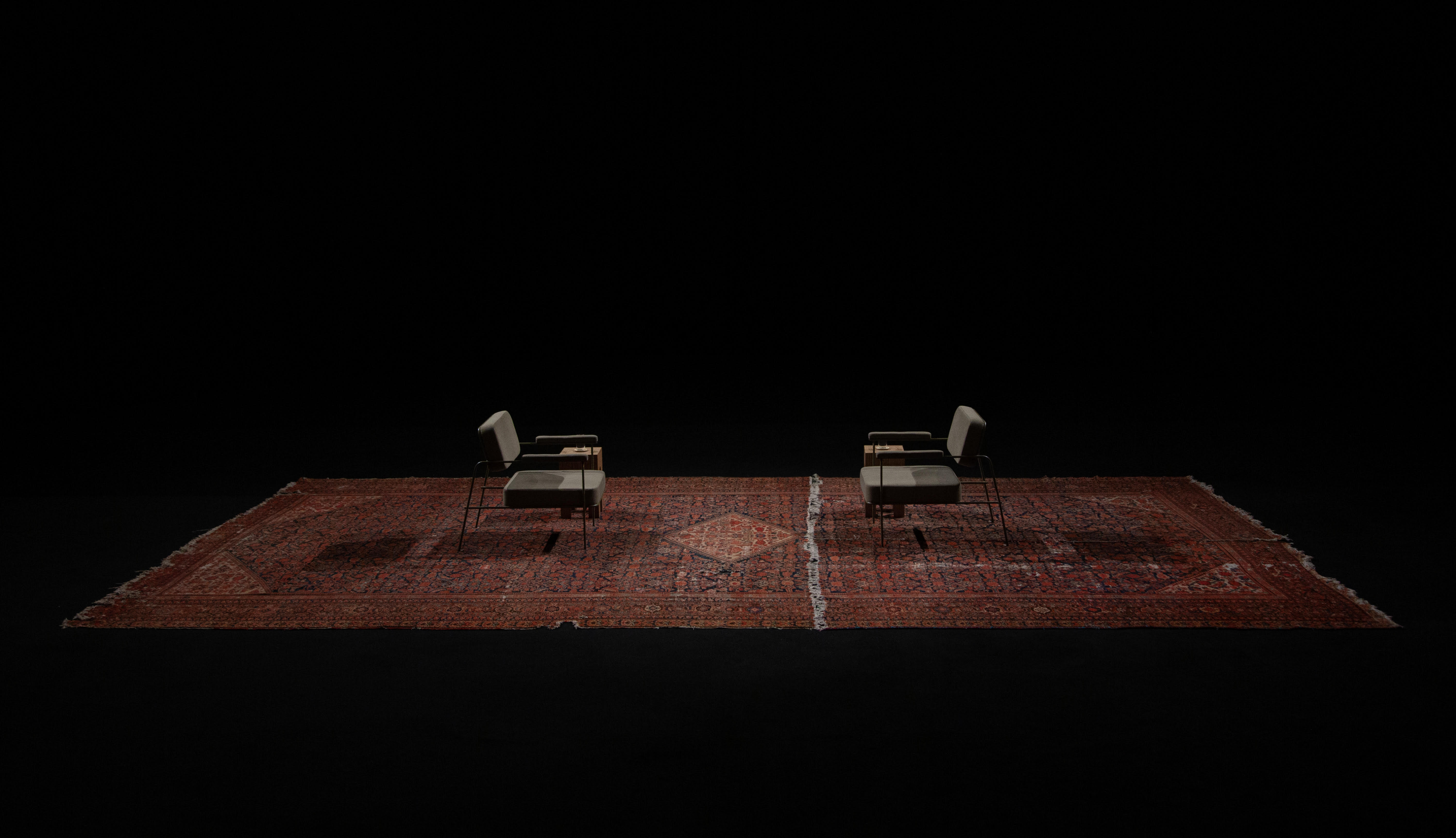
دکور برنامه سپنج

این برنامه دکوری بسیار ساده دارد که گویی برنامه سازان به دنبال سادگی و تمرکز بر روی محتوای گفتگو هستند و قصه جالب فرش سپنج این است که یک فرش عتیقه و آنتیک ملایری قاجاری است و توسط ورثه بعد از مرگ پدرشان به سه قسمت تقسیم شده است قسمت بزرگتر برای فرزند پسر و دو قسمت کوچک‌تر برای دو فرزند دختر است